# Freiheitliches Bildungsinstitut

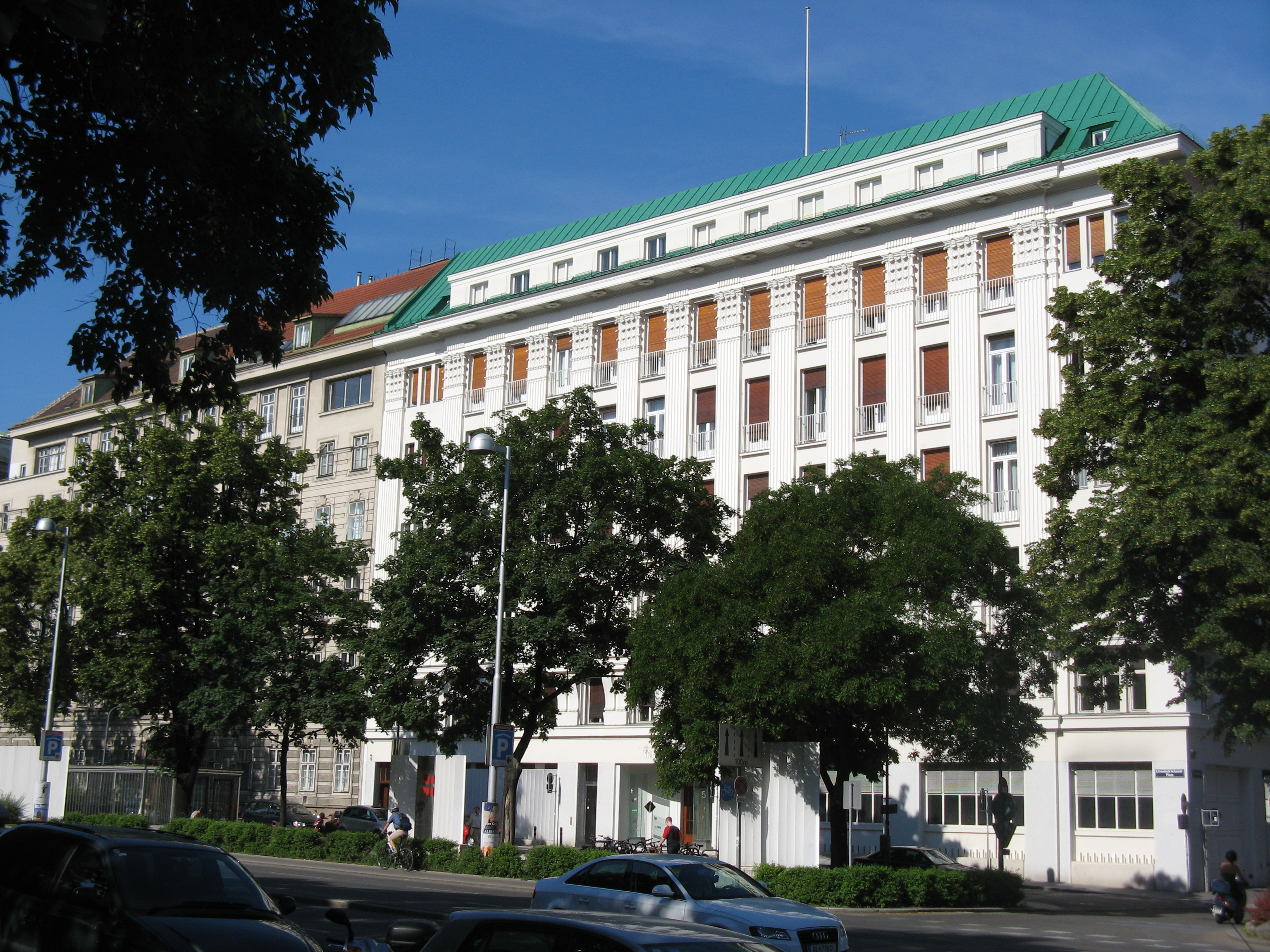
Friedrich-Schmidt-Platz Nr. 4.
Sitz des FPÖ Bildungsinstituts

Das Freiheitliche Bildungsinstitut (häufig als FPÖ-Bildungsinstitut bezeichnet) ist die Bildungseinrichtung der Freiheitlichen Partei Österreichs. Der Verein wurde nach der Nationalratswahl in Österreich 2006 gegründet und ging aus der Freiheitlichen Akademie hervor, um die es zuvor interne Konflikte innerhalb der FPÖ gegeben hatte. Die Freiheitliche Akademie entstand ihrerseits 1994 aus dem 1972 gegründeten Freiheitlichen Bildungswerk. Laut Eigenangaben organisiert wurde 1975 die „erste größere öffentliche Veranstaltung des Freiheitlichen Bildungswerkes mit Vizekanzler und Bundesminister des Auswärtigen Amtes der Bundesrepublik Deutschland, Hans Dietrich Genscher (FDP), zum Thema „Liberale Verantwortung für Europa“ mit mehr als 500 Teilnehmern.“

## Federführendes Personal
Am 4. Juli 2016 übernahm Herbert Kickl – der bereits ab 1995 führende Aufgaben in der Organisation übernommen hatte – die Nachfolge von Hilmar Kabas als Präsident des FPÖ-Bildungsinstitutes. Den ehrenamtlichen Posten übergab Kickl im Sommer 2021 – als er zum Parteichef der FPÖ gewählt wurde – an den FPÖ-Nationalratsabgeordneten Axel Kassegger.

## Lage
Das Institut befindet sich hinter dem neuen Wiener Rathaus im heutigen 8. Wiener Gemeindebezirk, Josefstadt am Friedrich-Schmidt-Platz 4 im ehemaligen Czernin’schen Palais untergebracht.